# Plectris subcarinata
Plectris subcarinata är en skalbaggsart som beskrevs av Frey 1967. Plectris subcarinata ingår i släktet Plectris och familjen Melolonthidae. Inga underarter finns listade i Catalogue of Life.